# Mas de Lluneta
El Mas de Lluneta és una obra de la Sénia (Montsià) inclosa a l'Inventari del Patrimoni Arquitectònic de Catalunya.

## Descripció
Edifici aïllat, semienrunat, la part posterior estava feta amb murs de pedra en sec. La part davantera conserva la façana, de dos pisos. Planta baixa amb porta apuntada, amb carreus de pedra petits en forma de dovelles, a la seva dreta hi ha un forn exterior; la segona planta conserva la finestra quadrada amb llinda de fusta. A l'interior s'observen els forats dels cabirons que aguantaven un tercer pis.